# Exerodonta melanomma
Espèce
Synonymes
- Hyla melanomma Taylor, 1940 "1939"

Statut de conservation UICN

 VU B1ab(iii) : Vulnérable
Exerodonta melanomma est une espèce d'amphibiens de la famille des Hylidae.

## Répartition
Cette espèce est endémique du Mexique. Elle se rencontre entre 900 et 2 000 m d'altitude sur le versant Pacifique de la Sierra Madre del Sur :
- dans l'État de Guerrero ;
- dans l'État d'Oaxaca.

## Publication originale
- Taylor, 1940 "1939" : Herpetological Miscellany No I. The University of Kansas science bulletin, vol. 26, no 15, p. 489-571 (texte intégral).